# رسلان بالتييف
رسلان طاهروفيتش بالتييف (بالروسية: Балтиев, Руслан Тахирович)‏ (مواليد 16 سبتمبر 1978 في الاتحاد السوفييتي) لاعب كرة قدم كازاخستاني دولي يجيد اللعب في خط الوسط . يلعب حاليا لصالح نادي زيمتشوزينا سوتشي الروسي منذ 2010 .

## روابط خارجية
- رسلان بالتييف على موقع الاتحاد الدولي (مؤرشف)  (الإنجليزية)
- رسلان بالتييف على موقع الاتحاد الأوربي (الإنجليزية)
- رسلان بالتييف على موقع قاعدة بيانات كرة القدم.إي يو (الإنجليزية)
- رسلان بالتييف على موقع ناشيونال فوتبول تيمز (الإنجليزية)
- رسلان بالتييف على موقع Soccerway.com (الإنجليزية)